# Tafeltennis op de Olympische Zomerspelen 2012
Tafeltennis is een van de sporten die beoefend werden tijdens de Olympische Zomerspelen 2012 in Londen. De wedstrijden vonden plaats van 28 juli tot en met 8 augustus in het London ExCeL International Exhibition Centre.

## Kwalificatie
Als gastland mocht Groot-Brittannië zowel een team (van drie) bij de mannen als bij de vrouwen inschrijven, waarvan er ten minste een mocht deelnemen aan het enkelspel. Een land mocht maximaal drie deelnemers inschrijven wanneer het deelnam aan de teamwedstrijd, maximaal twee van hen mochten deelnemen aan het enkelspel. Overige landen konden maximaal twee spelers inschrijven.
In de enkelspelen namen 70 deelnemers deel, in de teamwedstrijden 16 teams van elk drie spelers.
Plaats invullingen
| Toernooi                                                 | Datum                                                    | Locatie                                                  | Mannen | Vrouwen |
| -------------------------------------------------------- | -------------------------------------------------------- | -------------------------------------------------------- | ------ | ------- |
| Gastland                                                 | -                                                        | -                                                        | 1      | 1       |
| ITTF-wereldranglijst                                     | 16 mei 2011                                              | -                                                        | 28     | 28      |
| West-Aziatisch kwalificatietoernooi                      | 27-30 juni 2011                                          | Dubai                                                    | 1      | 1       |
| Afrikaanse Spelen 2011                                   | 4-13 september                                           | Maputo                                                   | 6      | 6       |
| Pan-Amerikaanse Spelen 2011                              | 15-20 oktober 2011                                       | Guadalajara                                              | 1      | 1       |
| Midden-Aziatisch kwalificatietoernooi                    | 9-11 januari 2012                                        | Teheran                                                  | 1      | 1       |
| Zuid-Oost-Aziatisch kwalificatietoernooi                 | 4-5 februari 2012                                        | Bangkok                                                  | 1      | 1       |
| Latijns-Amerikaans kwalificatietoernooi                  | 4-6 maart 2012                                           | Rio de Janeiro                                           | 5      | 5       |
| Oceanisch kwalificatietoernooi                           | 5-8 maart 2012                                           | Sydney                                                   | 3      | 3       |
| Europees kwalificatietoernooi                            | 11-15 april 2012                                         | Luxemburg                                                | 11     | 11      |
| Aziatisch kwalificatietoernooi                           | 19-22 april 2012                                         | Hongkong                                                 | 8      | 8       |
| Noord-Amerikaans kwalificatietoernooi                    | 20-22 april 2012                                         | Cary                                                     | 3      | 3       |
| Mondiaal kwalificatietoernooi                            | 10-13 mei 2012                                           | Doha                                                     | 2      | 2       |
| Aangewezen plaatsen na mondiaal kwalificatietoernooi     | Aangewezen plaatsen na mondiaal kwalificatietoernooi     | Aangewezen plaatsen na mondiaal kwalificatietoernooi     | 8      | 8       |
| Aangewezen plaats door de Olympische tripartitecommissie | Aangewezen plaats door de Olympische tripartitecommissie | Aangewezen plaats door de Olympische tripartitecommissie | 1      | 1       |
| Aanvullende plaatsen (teams)                             | Aanvullende plaatsen (teams)                             | Aanvullende plaatsen (teams)                             | 6      | 6       |
| TOTAAL                                                   | TOTAAL                                                   | TOTAAL                                                   | 86     | 86      |

## Programma
Het programma was, qua onderdelen, volledig gelijk aan dat van de Olympische Zomerspelen van 2008.
| Onderdeel             | Juli/Augustus | Juli/Augustus | Juli/Augustus | Juli/Augustus | Juli/Augustus | Juli/Augustus | Juli/Augustus | Juli/Augustus | Juli/Augustus | Juli/Augustus | Juli/Augustus | Juli/Augustus | Juli/Augustus | Juli/Augustus |
| Onderdeel             | 28            | 29            | 30            | 31            | 1             | 2             | 2             | 3             | 4             | 5             | 6             | 7             | 8             | T             |
| --------------------- | ------------- | ------------- | ------------- | ------------- | ------------- | ------------- | ------------- | ------------- | ------------- | ------------- | ------------- | ------------- | ------------- | ------------- |
| Mannenenkelspel       | V, 1R         | 2R            | 3R, 4R        | KF            | KF            | HF            | Goud          |               |               |               |               |               |               | 1             |
| Vrouwenenkelspel      | V, 1R         | 2R, 3R        | 4R            | KF, HF        | Goud          |               |               |               |               |               |               |               |               | 1             |
| Teamwedstrijd mannen  |               |               |               |               |               |               |               | 1R            | 1R            | KF            | HF            |               | Goud          | 1             |
| Teamwedstrijd vrouwen |               |               |               |               |               |               |               | 1R            | KF            | HF            | HF            | Goud          |               | 1             |
| Totaal                |               |               |               |               | 1             | 1             | 1             |               |               |               |               | 1             | 1             | 4             |

## Medailles

### Mannen
| Onderdeel | Goud | Goud                        | Zilver | Zilver                                | Brons | Brons                                       |
| --------- | ---- | --------------------------- | ------ | ------------------------------------- | ----- | ------------------------------------------- |
| Enkelspel | CHN  | Zhang Jike                  | CHN    | Wang Hao                              | GER   | Dimitrij Ovtcharov                          |
| Team      | CHN  | Ma Long Wang Hao Zhang Jike | KOR    | Joo Se-Hyuk Oh Sang-Eun Ryu Seung-Min | GER   | Timo Boll Dimitrij Ovtcharov Bastian Steger |

### Vrouwen
| Onderdeel | Goud | Goud                         | Zilver | Zilver                                    | Brons | Brons                                |
| --------- | ---- | ---------------------------- | ------ | ----------------------------------------- | ----- | ------------------------------------ |
| Enkelspel | CHN  | Li Xiaoxia                   | CHN    | Ding Ning                                 | SIN   | Feng Tian Wei                        |
| Team      | CHN  | Ding Ning Guo Yue Li Xiaoxia | JPN    | Ai Fukuhara Kasumi Ishikawa Sayaka Hirano | SIN   | Feng Tian Wei Li Jia Wei Wang Yue Gu |

### Medaillespiegel
| Plaats | Land       | NOC    | Goud | Zilver | Brons | Totaal |
| ------ | ---------- | ------ | ---- | ------ | ----- | ------ |
| 1      | China      | CHN    | 4    | 2      | 0     | 6      |
| 2      | Japan      | JPN    | 0    | 1      | 0     | 1      |
| 2      | Zuid-Korea | KOR    | 0    | 1      | 0     | 1      |
| 4      | Duitsland  | GER    | 0    | 0      | 2     | 2      |
| 4      | Singapore  | SIN    | 0    | 0      | 2     | 2      |
| Totaal | Totaal     | Totaal | 4    | 4      | 4     | 12     |